# Niñas mal
Niñas mal è una telenovela colombiana prodotta da Luis Eduardo Jiménez per MTV America Latina. È stata trasmessa per la prima volta in anteprima in Italia da MTV il 25 dicembre 2010 e poi regolarmente dal 28 febbraio 2011.
Nell'ottobre 2012 è stata confermata una seconda stagione, in onda nel 2013.
La telenovela racconta la storia di tre adolescenti ribelli nella società. Adela (Isabel Burr), condannata per danni alla proprietà e disturbo della quiete pubblica, Nina (Jéssica Sanjuán), accusata di eccesso di velocità, mancato rispetto delle norme del codice stradale e distruzione di proprietà privata, e Greta (Carmen Aub) condannata per furto e violazione del codice della strada, sono condannate a trascorrere sei mesi in un centro di riabilitazione sociale. Hilda Macarena "Maca" de la Fuente (Quijano Diana) diventa il tutore legale delle ragazze. Le ragazze cercheranno l'amore, l'amicizia, e combatteranno con i problemi che causano il cattivo rapporto con la propria famiglia.
La canzone principale della colonna sonora della serie, Lolita, è cantata dalla messicana Belinda e fa parte del suo album Carpe Diem.

## Personaggi

### Personaggi principali
- Adela Huerta Alba
È una ragazza "dolce" che non accetta i limiti. Non crede nell'amore, e lo considera una malattia. Da quando è diventata orfana di madre ha un difficile rapporto con il padre, il senatore Martin Huerta, con il quale litiga ogni volta che si presenti l'occasione, e a cui causerà non pochi problemi. Per fare un "dispetto" al padre, Adela gli incendia l'automobile, ma per questo verrà condannata dalla legge a stare sei mesi in un istituto di rieducazione sociale chiamato Casa Maca nel quale darà seri problemi. Cercherà più volte di scappare anche grazie all'aiuto dei suoi amici Piti, Axel e Fatu. Col tempo imparerà ad amare ma soprattutto a farsi amare da Ignacio, il giovane assistente del senatore Huerta. Tra loro nascerà una forte alchimia.
- Greta Domenechi Wurtz
È una ragazza molto pudica e timida. È cresciuta in una famiglia snob e all'antica. È molto innamorata del fidanzato Kike Linares (appartenente a una famiglia molto ricca e influente), ma quando scopre tramite delle amiche che la tradisce, decide di crearsi un alter ego: Lola, una seducente ragazza dal trucco pesante, parrucca e abiti provocanti. Inizia a frequentare un night club, il Limite, dove riceverà le attenzioni del proprio fidanzato, apparentemente inconsapevole che Lola è proprio la sua ragazza Greta. Verrà condannata a stare sei mesi a Casa Maca per aver rubato un'automobile per tornare a casa e per non aver rispettato le norme del codice stradale. Qui imparerà a capire e rispettare se stessa ma ugualmente scapperà spesso dall'istituto travestita da "Lola" per sedurre Kike. Questo gioco di personalità finisce quando, per aiutare la propria famiglia andata in bancarotta per un investimento sbagliato, va a letto con Kike (travestita da Lola), scoprendo che lui già sapeva che Lola è Greta e che ha solo cercato di ingannarlo. Trova l'amore con Emiliano, il guardiano della Casa, che sembra ricambiare. Quando, uscita dall'istituto, va a trovare il giovane, scopre che ha già una ragazza che bacerà davanti a Greta. Lei allora tornerà a casa Maca per essere di nuovo istruita e imparare a contare solo su stessa.
- Nina Sandoval Burgos
È una giovane popstar, capricciosa, arrogante e materialista. Già dalla "dolce età" ha cominciato a muovere passi nello spettacolo ed ora è diventata una regina del pop e dello spettacolo commerciale. Ha come manager la sua stessa madre che la mette troppo spesso sotto pressione facendole vivere solo la sua carriera privandola di una vita sociale. Per questo, dopo l'ennesimo violento litigio con la madre, si metterà sconvolta alla guida fino a schiantarsi con l'auto in una vetrina e scappare dall'ospedale dove doveva essere controllata. Verrà condannata a sei mesi a Casa Maca. Nel collegio conoscerà chi è davvero e cosa vuole fare della sua vita, inoltre, per la prima volta in tutta la sua esistenza troverà delle vere amiche nelle ragazze della Casa Maca, soprattutto in Marisa.
- Marisa Ornelas
È ingenua, spiritosa e cordiale. Ama mangiare e a lei non importa di avere qualche chilo in più. La sua vita gira attorno alla popstar Nina: si definisce la sua "fan numero uno". Ogni cosa che accade al suo idolo, sente come se stesse accadendo a lei. Quindi quando verrà a sapere che per problemi Nina è stata rinchiusa in un istituto, si farà denunciare e andrà anche lei lì. Nella Casa verrà inizialmente spesso disprezzata dall'egoismo della grande star Nina, che piano piano però inizierà a volerle bene e a considerarla come una vera amica e non solo come una fan. Dal canto suo Marisa imparerà a non vivere di luce riflessa e capirà che forse la sua vita è anche più rosea di quella del suo idolo.
- Valentina Rubiales Hinojosa
È una ragazza tranquilla e solitaria ma simpatica. Ha una bellissima voce e scrive canzoni, è sportiva e maschiaccio, cosa che le crea spesso molti problemi con le altre ragazze della Casa, senza dubbio più femminili. La sua unica amica è Ana, molto simile a Valentina come tipo di carattere, ma vittima di bullismo da parte del patrigno, per cui, Valentina, tenta di difenderla spaccandogli in testa una bottiglia di vetro; questo atto "eroico" e amichevole verrà punito dalla legge, costringendola a vivere per ben sei mesi nell'istituto. Alla Casa Maca, rivedrà tutta la sua vita e la sua identità sessuale aiutata anche da Ana (a cui verrà diagnosticato un tumore e alla fine morirà). Intraprenderà una relazione amorosa con Axl, ma nel frattempo si innamora di Pia. Capirà di non essere pronta a una relazione amorosa né con Axl né con Pia, e, rimanendo nel dubbio di essere lesbica, Valentina deciderà di dedicarsi solo ed esclusivamente alla sua musica.
- Pia Montoya Cárdenas
È una ragazza molto misteriosa. Ha un segreto che non ha mai rivelato a nessuno: è stata costretta a prostituirsi da minorenne per aiutare la madre a pagare dei debiti. Anche se è riuscita a scappare dall'uomo che la costringeva, Pia non è più stata la stessa: ha perso fiducia negli uomini e per liberarsi dallo shock subito è andata a Casa Maca per qualche mese. Il suo passato l'ha resa vulnerabile e ha smesso di credere nell'amore, e ha uno strano concetto di felicità. Nel collegio capirà pian piano che il destino per lei è più roseo di quanto crede. Stringerà una tenera amicizia con Valentina.

### Personaggi secondari
- Hilda Macarena detta 'Maca' 
È la fondatrice e la direttrice dell'istituto di rieducazione sociale per signorine e signorini. Molto riservata sul suo passato, si affeziona alle ragazze e capirà che anche lei può imparare da loro.
- Theodore Márquez detta 'Theo' 
Responsabile, seria e buona, si prende cura di tutte le esigenze delle ragazze e dà spesso lezioni di morale sbagliando però i proverbi. Si affeziona anche a Piti, Axel e Fatu che vanno spesso a Casa Maca per usufruire dell'ottima cucina di Theo e per vedere le ragazze.
- Emiliano Bustamante
Custode della Casa di bell'aspetto che manda in subbuglio gli ormoni delle ragazze della casa. Si innamora di Greta per la quale mette a rischio anche la sua stessa vita. Proprio a causa di lei numerosi scontri con Kike che, grazie alla sua influenza, riesce a mandare il povero Emiliano in prigione per farlo allontanare da Greta. Nonostante tutto, alla fine, la deluderà mettendosi con un'altra.
- Ignacio Paternain
Giovane assistente del senatore Huerta, padre di Adela. È l'unico che capisce la ragazza ed è segretamente innamorato di lei da tanto tempo. Anche se Adela inizialmente lo considera solo un passatempo, lui sa che anche lei in fondo lo ama. Capiranno di aver bisogno l'uno dell'altra e di non poter stare separati.
- Enrique Linares detto 'Kike'
Bello, ricco e potente, figlio di un influente uomo d'affari, è il principale antagonista della telenovela. È il fidanzato di Greta e il suo motto è: 'con la fidanzata nulla e con le altre tutto'. Quando Greta lo lascia per Emiliano e la famiglia di lei cade in rovina, Kike inizia a minacciarla e la costringe ad accettare il fidanzamento ufficiale in cambio del denaro per togliere la famiglia di Greta dalla rovina. Rendarà la vita impossibile a lei, Maca, Emiliano e alle altre ragazze della Casa. Alla fine pagherà con la prigione i suoi imbrogli.
- Piti
È un ragazzo molto aperto, a volte ingenuo,  amico fraterno di Axel, Fatu e Adela. Insieme cercheranno più volte, ma invano, di far scappare Adela dall'istituto. Viene spesso considerato inutile perché ha sempre la testa tra le nuvole ed esce spesso di senno, ma è un amico leale e per questo è molto apprezzato. È innamorato pazzo di Nina.
- Axl
Amico fraterno di Piti, Fatu e Adela. Ha dei parenti ricchi. È un ragazzo molto socievole, simpatico e un po' fannullone. Sembra quello più spensierato tra tutti ma poi si rivelerà serio, anche se non di molto, quando inizierà ad avere qualche problema economico. Si considera romantico e si innamora perdutamente di Valentina.
- Fatu
Soprannominato così dalla scomposizione di 'Fat Cat', poiché quando era più piccolo sembrava un gatto grasso. È molto amico di Piti, Axel e Adela. Fatu è spensierato e divertente. Spesso verrà escluso dagli amici perché troppo impegnati nelle loro questioni amorose e quotidiane. Si fidanza con Marisa negli ultimi episodi.
- Ana Molinali
È la migliore amica di Valentina, con la quale sembra abbia avuto una relazione amorosa. Viene maltrattata dal suo patrigno, infatti, Valentina verrà rinchiusa alla Casa Maca per aver spaccato una bottiglia di vetro in testa a lui. Alla fine, Ana muore di cancro.

## Seconda stagione
Adela sta per trasferirsi a New York per realizzare i suoi sogni, quando riceve una chiamata che sconvolge del tutto i suoi piani: Maca chiede la mano di Adela con le nuove ragazze che andranno a vivere alla Casa Maca.

## Esportazioni in altri paesi
| Data/Anno         | Paese                 | Rete              |
| ----------------- | --------------------- | ----------------- |
| 13 settembre 2010 | Colombia              | MTV Latinoamérica |
| novembre 2010     | Argentina             | MTV Latinoamérica |
| novembre 2010     | Messico               | MTV Latinoamérica |
| gennaio 2011      | Stati Uniti d'America | VH1               |
| gennaio 2011      | Brasile               | VH1               |
| 10 marzo 2011     | Italia                | MTV, Rai Uno      |
| giugno 2015       | Portogallo            |                   |